# Emilio Castelar
Emilio Castelar y Ripoll (7. září 1832 Cádiz – 25. května 1899 San Pedro del Pinatar) byl španělský liberální politik, čtvrtý prezident první španělské republiky. Prezidentem byl zvolen v roce 1873, funkci opustil v následujícím roce. Byl znám jako výmluvný řečník a byl rovněž spisovatelem a historikem.

## Život
V sedmi letech ztratil otce, který byl politickým aktivistou a za vlády Ferdinanda VII. strávil několik let v exilu v Anglii. Emilio začal v roce 1848 studovat práva v Madridu, ale brzy přešel na Filosofickou a literární fakultu, kde v roce 1853 získal doktorát. Během revoluce roku 1854 vstoupil do politiky. Stal se také radikálním žurnalistou. Byl zapojen do povstání v červnu 1866, které organizoval maršál Juan Prim, a které po velkém krveprolití rozdrtili maršálové O'Donnell a Serrano. Vojenský soud ho v nepřítomnosti odsoudil k smrti. Emilio se skrýval a nakonec se mu podařilo uprchnout do Francie. Tam žil dva roky, než mu úspěšná revoluce v roce 1868 umožnila vrátit se do vlasti. Ihned také usedl v generálních kortesech, jako poslanec za Zaragozu. Získal též profesuru historie na univerzitě Complutense v Madridu.
V parlamentu vedl neúspěšný boj za federalizaci země. S neúprosnou vervou útočil na krále a zejména na Amadea I., přičemž významně přispěl k jeho pádu. Amadeova abdikace vedla k vyhlášení republiky. Během krátce trvající republiky (od 11. února 1873 do 3. ledna 1874) prožil Castelar svůj politický vrchol, byť se rozešel s řadou republikánských spolubojovníků. Již před revolucí v roce 1868 začal nesouhlasit s doktrínami některých radikálních republikánů a zejména s násilnými prostředky, které používali. Jeho ideálem byla parlamentní republika amerického typu doplněná některými rysy švýcarského systému, zejména co se týče nezávislosti regionů. Usiloval také o respekt k náboženskému cítění velké části obyvatel. To ale řada republikánů odmítala.
Castelar po vzniku republiky přijal funkci ministra zahraničních věcí. Brzy ho ale znechutil všeobecný zmatek, který vyvrcholil tím, že prezident Figueras opustil svůj post a uprchl ze země. Jeho nástupci Pi y Margall a Salmerón se museli obrátit na pravicové generály, jako byli Pavia, Sanchez, Bregna a Moriones, aby potlačili kantonální povstání v Córdobě, Seville, Cádizu a Málaze. Prezident Salmerón nakonec brzy také rezignoval, když mu bylo dle jeho oficiálního zdůvodnění zatěžko podepisovat rozsudky smrti nad kantonálními povstalci. Poté gerální kortesy zvolily prezidentem Castelara, byť jeho podporovatelé byli v parlamentu v menšině. Daly mu též velkou volnost v jednání, aby situaci v zemi ukldnil. Castelar se rozhodl tak učinit pozastavením činnosti parlamentu, a to až do 2. ledna 1874.
Castelar se v pozici „dočasného diktátora“ soustředil na reorganizaci armády, jejímž úkolem byl jednak boj s karlisty, jednak s kantonalisty. Bouřit se začala i Kuba (úder na ni málem vyvolal roztržku se Spojenými státy). Castelar povolal více než 100 000 branců za méně než šest týdnů. Vybral generály bez ohledu na jejich politické preference a poslal je bojovat do Navarry, Katalánska a Cartageny. Poté se pokusil napravit pošramocené vztahy s církví. Obnovil vztahy s Vatikánem a přiměl papeže Pia IX., aby schválil jeho výběr hodnostářů k obsazení uprázdněných stolců, včetně toho arcibiskupského ve Valencii. Zastavil veškeré pronásledování církve a náboženských řádů a vynutil si úctu k církevnímu majetku. Pokusil se obnovit pořádek i ve státní pokladně. To vše mu zajistilo respekt středních vrstev a monarchistů. Znepřátelil se naopak řadu republikánů. Hrozil střet mezi prezidentem a parlamentem ovládaným republikánskou většinou, který se po dočasné suspendaci měl znovu sejít. Generál Pavia dal před obnoveným zasedáním parlamentu jasně najevo, že pokud dojde ke konfliktu mezi Castelarem a kortesy, nejen madridská posádka a její náčelník, ale všechny armády v poli a jejich generálové budou stát po boku prezidenta. Castelar příliš dobře věděl, že přijetí takové pomoci by brzy znamenalo, že se Pavia sám chopí moci a jeho pomoc odmítl. Kortesy se sešly 2. ledna 1874. Neústupná republikánská většina odmítla prezidenta vyslechnout a v hlasování o nedůvěře ho odvolala. Pak pokračovaly celý den a noc tahanice a hádky. Za svítání 3. ledna 1874 generál Pavia vtrhl se svými vojáky do budovy parlamentu, poslance rozehnal a pověřila maršála Serrana, aby vytvořil provizorní vládu.
V následných dvanácti měsících Serranovy vlády se držel Castelar stranou dění. Když republika padla a generálové obnovili monarchii s Alfonsem XII. v čele, Castelar odešel na patnáct měsíců do exilu. Poté se vrátil a byl znovu zvolen poslancem za Barcelonu. Zasedal ve všech následujících parlamentech až do své smrti. Během tohoto období se ještě více odcizil většině republikánů. Hořká zkušenost mu ukázala, že jejich revoluční metody nemohou vést k ničemu. V roce 1875 založil v Madridu deník El Globo (existoval až roku 1932). Více se v závěru života věnoval i literární a historiografické činnosti, své velkolepé dějiny Evropy 19. století ale zanechal nedokončené. V literatuře se věnoval žánru historického románu. Jeho pohřeb v Madridu roku 1899 byl impozantní demonstrací sympatií a respektu všech stran a skupin obyvatel.